# انتخابات ریاست‌جمهوری ایالات متحده آمریکا (۱۸۱۲)
انتخابات ریاست‌جمهوری ایالات متحده آمریکا (۱۸۱۲)، ۷امین انتخابات ریاست‌جمهوری بود که از تاریخ جمعه، ۳۰ اکتبر، تا چهارشنبه، ۲ دسامبر ۱۸۱۲ میلادی برگزار شد. جیمز مدیسون، رئیس‌جمهور دموکرات-جمهوری‌خواه، که در سایه جنگ ۱۸۱۲ قرار داشت، توانست دوایت کلینتون را شکست دهد. دوایت کلینتون مورد حمایت حزب دموکرات و جمهوری‌خواه ناراضی در شمال و فدرالیست‌ها بود. این اولین انتخابات ریاست جمهوری بود که در طول یک جنگ بزرگ با ایالات متحده برگزار می‌شد.

## نامزدهای انتخابات ریاست جمهوری آمریکا

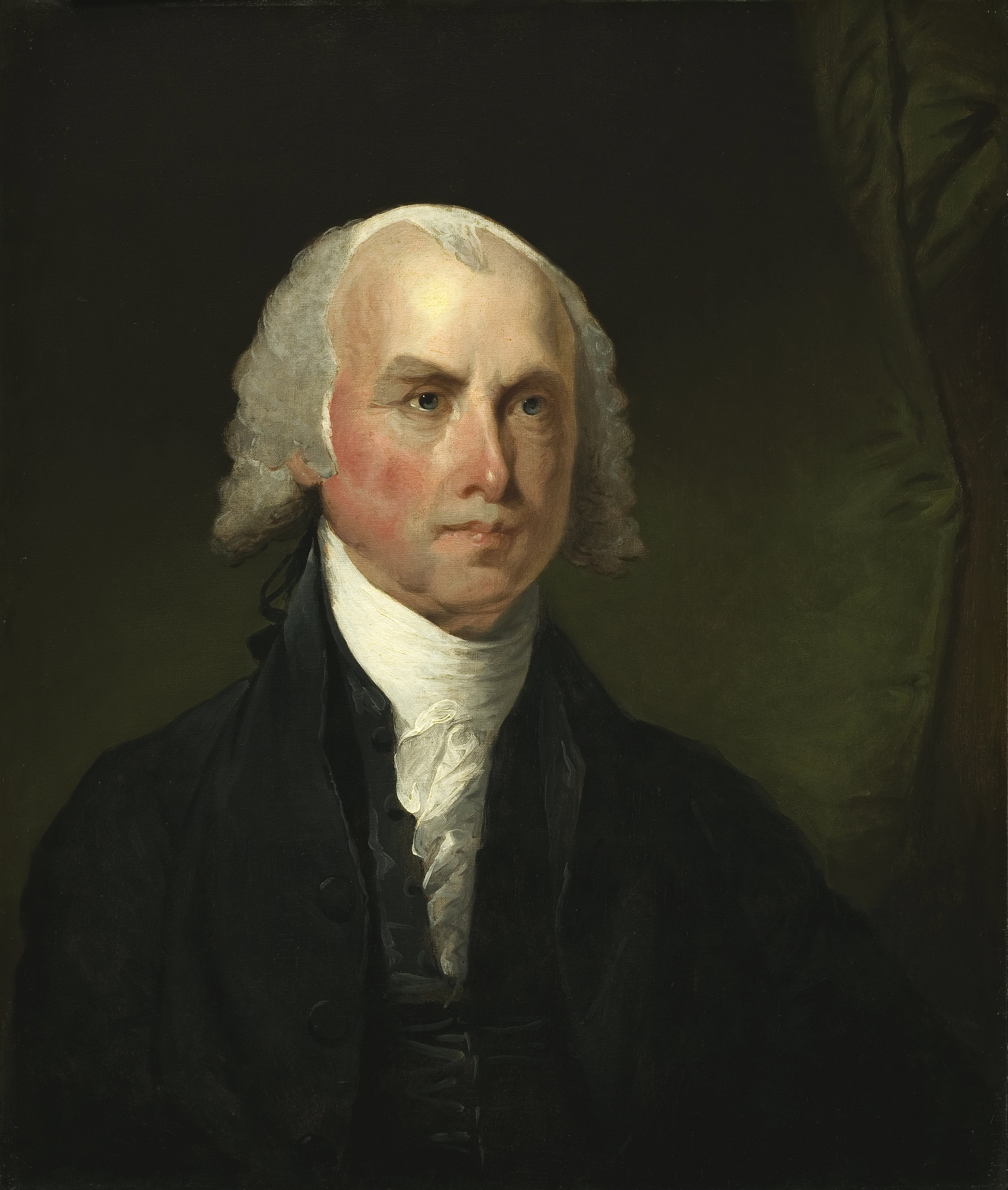
جیمز مدیسون
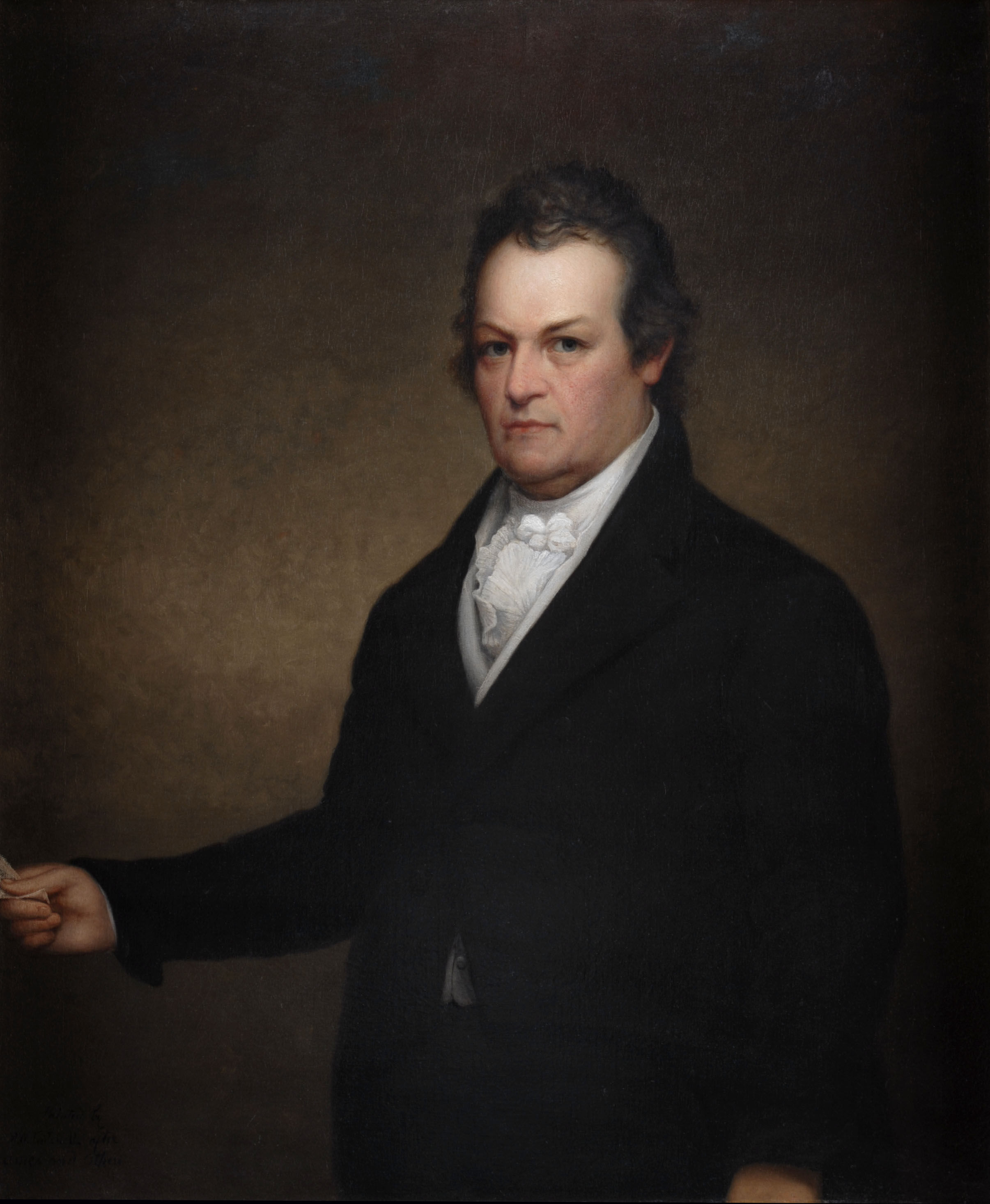
دوایت کلینتون
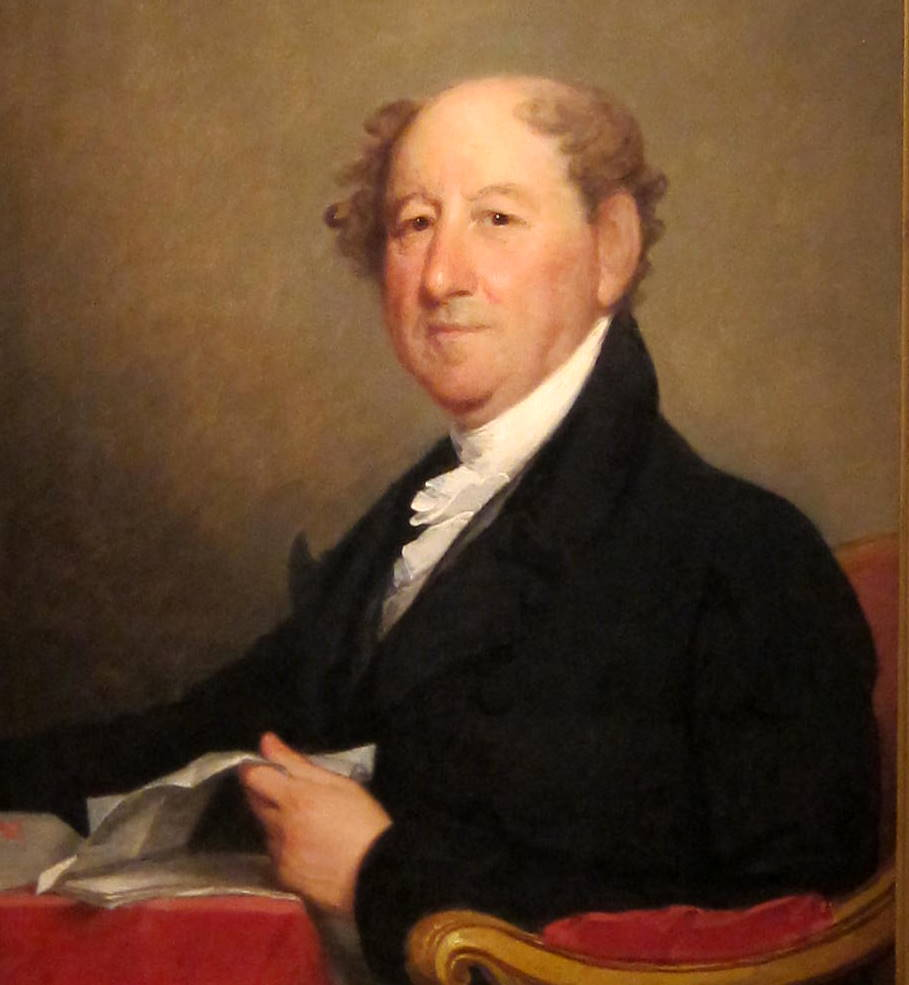
روفس کینگ